# Cattleya bicalhoi
La Cattleya bicalhoi es una especie de orquídea epífita que pertenece al género de las Cattleya.  

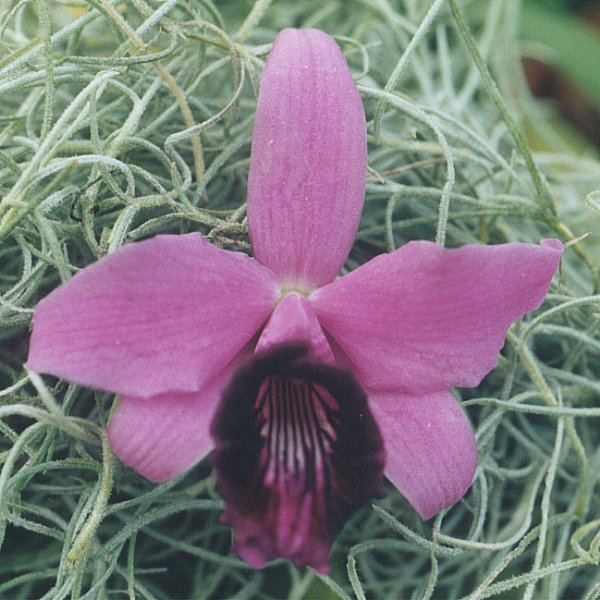
Detalle de la flor

## Descripción
Es una orquídea de tamaño pequeño de hábitos crecientes de epífita con pseudobulbos cilíndricos envueltos basallly por vainas escariosas que llevan una sola hoja ancha y carnosa. Florece en una inflorescencia de 3 cm de largo, con flores individuales en el verano hasta el otoño. Para su cultivo, montar en una losa de helecho arborescente y dar luz brillante y fresco a temperaturas cálidas, así como un  seco descanso invernal para asegurar que florece.

## Distribución
Se encuentra en Brasil, en elevaciones de 500 a 2.000 metros en las montañas del órgano cerca de Río sobre el liquen que cubre los árboles en los bosques.  

## Taxonomía
Cattleya bicalhoi fue descrita por  Cássio Van den Berg   y publicado en Neodiversity: A Journal of Neotropical Biodiversity 3: 4. 2008.
Etimología
Cattleya: nombre genérico otorgado en honor de William Cattley orquideólogo aficionado inglés,
bicalhoi: epíteto
Sinonimia
- Hadrolaelia dayana (Rchb.f.) Chiron & V.P.Castro
- Laelia dayana Rchb.f.
- Laelia pumila var. dayana (Rchb.f.) Burbridge ex Dean
- Laelia pumila subsp. dayana (Rchb.f.) Bicalho
- Sophronitis dayana (Rchb.f.) Van den Berg & M.W.Chase	[1][4][5]